# Ninjutsu
Ne doit pas être confondu avec Ninpō.
Le ninjutsu est un ensemble d'arts et techniques d'origine traditionnelle, pratiqués par certains espions du Japon féodal, les shinobi, plus connus en Occident sous le nom de ninjas. De nos jours, de nombreux styles d'arts martiaux se réclament du ninjutsu, mais à l'origine il ne s'agit pas tant d'un art martial que d'un talent d'espionnage fait de ruse et tromperie. Cette discipline particulière était enseignée dans certaines écoles traditionnelles japonaises, généralement à côté et en complément d'arts martiaux.
Il existe différents styles de ninjutsu, y compris certains d'art martial uniquement, et plusieurs se prétendant la « vraie » et seule légitime forme de cet art.

## Le termeninjutsu
« Nin » (忍) signifie « persévérance », « endurance », « furtif ». « Jutsu » signifie « art » ou « technique ». Le ninjutsu est donc l'art de la persévérance ou de la furtivité, et ses pratiquants sont des ninjas.

## SenseiToshitsugu Takamatsu
Le sensei Toshitsugu Takamatsu est né en 1889 au Japon. Il était héritier des six écoles de bujutsu (Kotō-ryū, Gyokko-ryū, Shinden Fudō-ryū, Kukishinden-ryū, Takagi Yōshin-ryū, Gikan-ryū), des trois écoles de ninjutsu (Togakure-ryū, Kumogakure-ryū, Gyokushin-ryū), et 33e grand maître (sōke) de l'école Togakure-ryū. Cet héritage lui a été transmis par son oncle Toda Shinryūken et il l'a lui-même transmis au sensei Masaaki Hatsumi.

## SenseiMasaaki Hatsumi

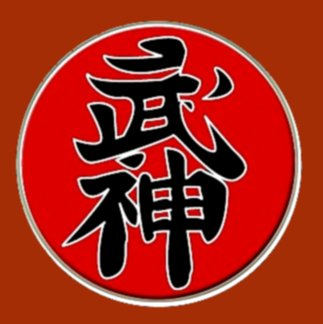
Logo du Bujinkan.

Le sensei Masaaki Hatsumi est né le 2 décembre 1931, au Japon. Il est le fondateur du Bujinkan, qui vise à promouvoir le développement et l'enseignement du ninjutsu. Hatsumi est l'héritier des neuf écoles de bujutsu (dont trois de ninjutsu) transmises par son maître Toshitsugu Takamatsu.

## SenseiShoto Tanemura
Il est le cousin d'Hatsumi sensei et a voulu enseigner le ninjutsu aux États-Unis. Hatsumi a refusé, ce qui a conduit Tanemura à créer sa propre organisation, le Genbukan.

## Ninpō sanjurokkei(les trente-six disciplines du ninja)
D'après les membres du Bujinkan, les dix-huit disciplines ninjas ont d'abord été décrites sur les parchemins de Togakure-ryū, et elles devinrent par la suite communes à toutes les écoles de ninjutsu.

## Letaijutsu
Le taijutsu est un ensemble de techniques exercées à mains nues. Cela demande beaucoup d'efforts physiques, d'entraînement et de concentration.
« Tai » signifie « corps » et « jutsu » signifie « technique ». La pratique du taijutsu se compose de l'apprentissage de projection, de torsion/luxation des articulations du corps, d'étranglement, sutemi (projection sacrifice), contrôle au sol par verrouillage des membres ou par pression de kyûsho (points vitaux). Dans les écoles du Bujinkan budo taijutsu, le but de la pratique est d'effectuer un minimum d'effort pour un maximum d'efficacité.

## Leninjutsuaujourd'hui
Citations du maître Jinichi Kawakami, dernier héritier de la tradition du ninjutsu :
« À l'époque des guerres civiles ou durant la période Edo, les compétences des ninjas pour espionner et tuer, ou manipuler la médecine, pouvaient être utiles. Mais aujourd'hui nous avons les armes à feu, internet et de la meilleure médecine, l'art du ninjutsu n'a ainsi pas sa place à l'époque moderne. »

## Techniques de combat
Le Bujinkan regroupe différentes techniques de combat :
- koppō taijutsu : combat à mains nues utilisant les connaissances anatomiques pour mieux blesser ou maîtriser l'adversaire ;
- ninpō no ken : escrime, dont la pratique du sabre long (daito) et du sabre court (kodachi) ;
- shinobi kenjutsu : la maîtrise du sabre ninjatō ;
- yarijutsu, sojutsu : combat à la lance ;
- shurikenjutsu : lancer d'objets, tranchants (couteaux) ou pas, dont le lancer de la senban (senban nage jutsu), la fameuse étoile à pointes ;
- kajutsu, kayakujutsu : utilisation du feu (incendie, explosifs, armes à feu) ;
- bisentōjutsu, naginatajutsu : combat à la hallebarde ;
- kishajutsu : combat et tir à l'arc à cheval ;
- fukiyajutsu : sarbacane ;
- jōjutsu, bō-jutsu, hanbōjutsu, rokushakubōjutsu : combat au bâton ;
- suitonjutsu : nage de combat ;
- shimejutsu : étranglement ;
- shotenjutsu : escalade et techniques pour « monter aux cieux » ;
- onshinjutsu : l'art de se déguiser (« les sept façons d'aller ») et de devenir invisible ;
- dakkenjutsu : art de frapper les points vitaux ;
- ukemi : réception au sol après une chute ou une projection ;
- taihenjutsu : art de se déplacer, acrobaties ;
- junan taiso : assouplissement du corps et étirements.

## Disciplines diverses
- Ninja no kiai : union des énergies, du souffle (concept sans doute proche de celui développé par l'aïkido).
- Gunryaku : stratégie militaire.
- Tenmon : météorologie, astronomie.
- Tonpō, goton, juton : techniques d'évasion.
- Yugei : musique, peinture, danse, art de la politesse et de la conversation… utilisé aussi dans le onshinjutsu pour se déguiser en mendiant, moine, artiste errant.
- Torinawajutsu, hojojutsu : lier l'adversaire avec une corde.
- Kyushojutsu : utilisation des doigts pour frapper les points vitaux.
- Shinobi iri : art de l'infiltration.
- Genjutsu et yōjutsu : art de l'illusion (s'apparentent à l'hypnose).
- taijutsu : art du combat au corps à corps